# Deutsche Spielzeugstraße
Koordinaten: 50° 21′ 42″ N, 11° 10′ 40″ O

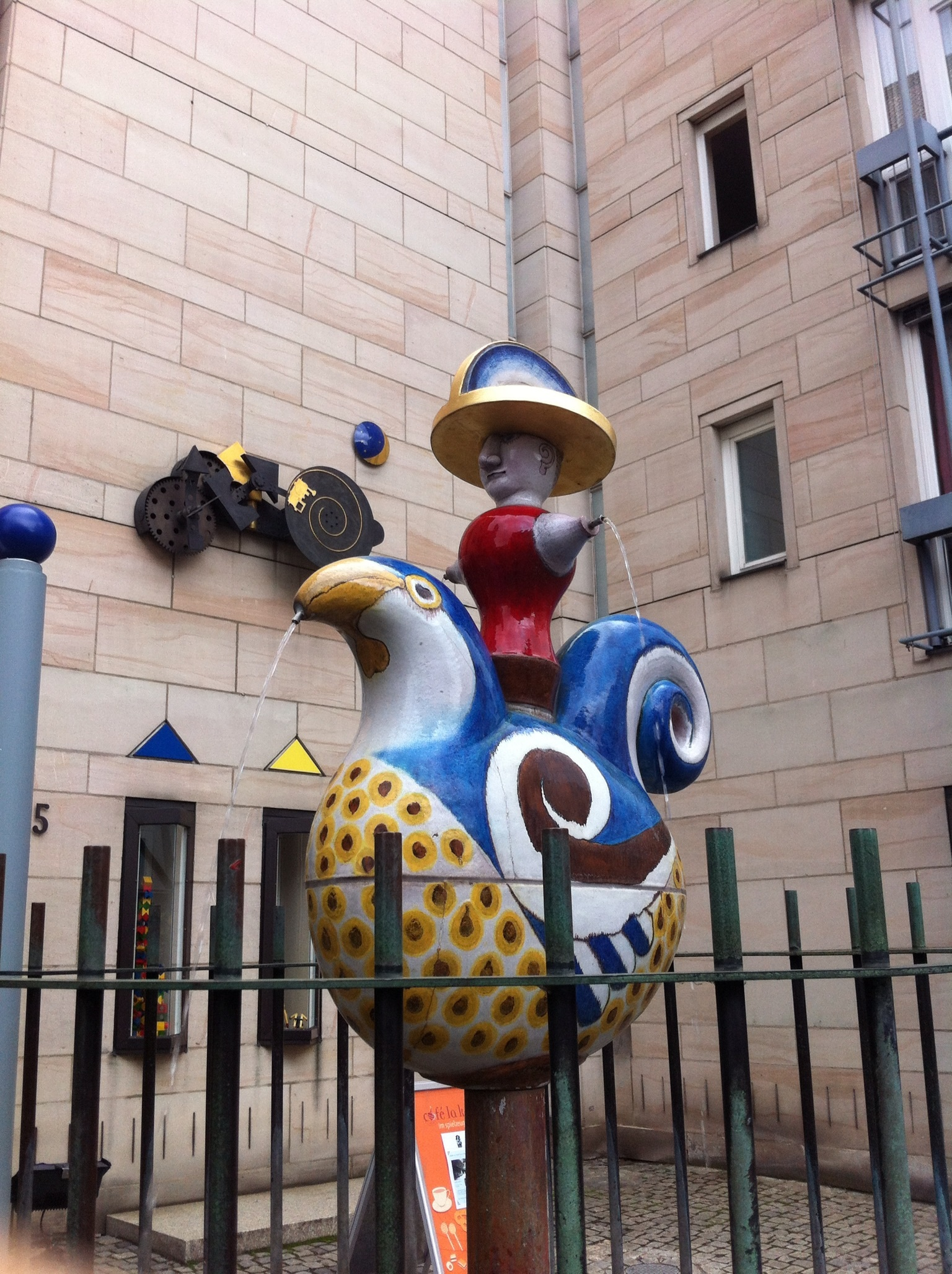
Figur vor dem Spielzeugmuseum Nürnberg

Die Deutsche Spielzeugstraße ist eine auf Dauer angelegte Reiseroute durch Orte in Thüringen und Franken, deren Gemeinsamkeiten in der Tradition der Spielzeugherstellung, insbesondere Puppen, besteht. Die Streckenführung dient dazu, die Gebiete touristisch besser zu vermarkten.

## Verlauf
Sie verläuft von Waltershausen in Thüringen über Erfurt, Arnstadt bis Zirndorf im Landkreis Fürth und beträgt mit einigen Abzweigungen etwa 300 km. Dabei streift sie die Spielzeugmetropolen Sonneberg mit dem dortigen Deutschen Spielzeugmuseum und die Puppenstadt Neustadt bei Coburg mit dem Puppenmuseum.

### Anlaufpunkte
Neben Schalkau, Tambach, Michelau (Spielzeug aus Korbwaren), Hirschau, Muggendorf (Modellbahnmuseum), Gößweinstein (Fränkisches Spielzeugmuseum), Obereisenheim (Spielzeugwinkel) und Schwabach (Stadtmuseum mit Fleischmann-Eisenbahnen) berührt die Strecke noch:
- Playmobil FunPark und Städtisches Museum[1] in Zirndorf
- Spielzeugmuseum Nürnberg
- Puppenmuseum Coburg in Coburg
- Schildkröt-Puppen in Rauenstein
- Museum Steinacher Spielzeugschachtel in Steinach (Thüringen)
- Oberweißbach mit dem Memorialmuseum des Pädagogen Friedrich Fröbel
- Lauscha mit Murmelmuseum und gläsernem Christbaumschmuck
- Plüschtiere und Spielwaren in Gehren
- Maskenmacher und Schaukelpferde in Ohrdruf
- Stadtmuseum im Schloss Ehrenstein mit Spielzeugherstellung
- Zwergen-Park in Brotterode-Trusetal
- Tabarz mit Struwwelpetersammlung und Künstlerpuppen. Auch die fast 100-jährige Firma der bekannten "Kellner Steckfiguren" ist hier ansässig.
- Waltershausen mit dem Museum Schloss Tenneberg

Zudem finden von Mai bis Oktober in den Gebieten (Süd-Thüringen, Mittelfranken und Oberfranken) Veranstaltungen zu Spiel und zum Spielzeug statt.

## Mitglieder
Neben den großen Kommunen Sonneberg Stadt und Landkreis, Landkreis Coburg, Rödental, Neustadt bei Coburg und Nürnberg sind auch etwa 20 Museen Mitglied der Deutschen Spielzeugstraße. Jedes präsentiert dabei eine eigene Facette der Spielwarenkultur. Bekannte Spielwaren-Hersteller haben ihren Sitz an der Spielzeugstraße (Schildkröt-Puppen, PIKO, Heunec Kuschelmanufaktur, Rolly Toys, Engel Puppen, EBO-Plüschtiere, Zapf Creation, Hermann-Spielwaren, Playmobil etc.).